# 우뭇가사리
우뭇가사리(학명: Gelidium amansii)는 우뭇가사리과에 속하는 홍조류의 해조류이다. 바닷말의 일종으로 주로 한천의 주원료로 이용되는 바닷말을 가리킨다.
여러해살이 해조류로서 여름의 번식기가 지나면 본체의 상부는 녹아 없어지고 하부만 남아 있다가 다음해 봄에 다시 새싹이 자라난다. 동해안·남해안과 황해의 바깥 도서에 분포하나 동해 남부 연안의 것이 품질도 좋고 가장 많이 생산된다. 바닷속 20-30m 깊이의 바위에 붙어 자라는데, 바깥바다에 면하고 바닥이 모래로 되어 있으며, 해수의 소통이 잘되는 곳에 산다.
제주도의 우뭇가사리가 맛의 방주에 등재되어 있다.

## 이용
아직 양식법이 개발되지 않아서 갯닦기로 잡조(雜藻)를 제거하거나, 또는 큰 바위의 투석(投石) 또는 암반 폭파 등의 방법으로 번식면적을 확대시키는 소극적인 방법을 쓰고 있다. 이전에는 가을에 사람들이 공동으로 긴 장대 끝에 납작한 쇠붙이가 달린 연장으로 갯닦기를 실시하였는데 요즘은 인력부족으로 하지 않고 있다. 우뭇가사리를 민물에 깨끗이 씻어 햇볕에 말린 것을 고아서 찌꺼기를 걸러내고 식히면 우무가 된다. 이 우무는 예로부터 채쳐서 콩국에 띄워 청량음료로 사용하여 왔다.

## 생식
우리가 보는 우뭇가사리에는 3가지의 몸체가 있는데, 즉 유성 세대인 수배우체와 암배우체 및 무성 세대인 포자체이다. 이것들은 그 생김새가 매우 비슷하므로, 생식 기관이나 핵상을 조사하지 않으면 서로 구별할 수가 없다. 수배우체는 작은 가지의 표면 부근 세포가 분열하여 정자를 만든다. 이에 반해서 암배우체는 작은 가지를 이루는 세포열로부터 '조과기'라고 하는 특수한 세포열이 뻗어나와서 그 끝 세포가 조과기가 되고 그 속에 난자가 생긴다. 그 후 조과기로부터 수정모가 체표를 뚫고 나오면 방출된 정자가 수정모 끝에 붙고, 이어서 정핵이 수정모 내부를 지나 조과기 안의 난핵과 합쳐지게 된다. 핵융합이 일어난 후에는 조과기로부터 특수한 연락사가 뻗어나와, 가까운 영양 조직으로부터 자라는 데 필요한 영양분을 받아들인다. 수정핵은 이 연락사를 통해 이동하면서, 군데군데에서 '조포사'라는 세포사를 내어 그 곳에 과포자를 만든다. 이때 과포자 및 그것을 만드는 조포사나 연락사 등은 2n의 핵상을 가진다. 즉, 2n인 몸이 핵상이 n인 암배우체에 기생하는 것이다. 이러한 2n의 몸체를 '과포자체'라고 하는데, 얼마 후에는 이로부터 과포자가 방출되며, 이것이 바위 등에 붙어 발아하면 포자체가 되는 것이다. 포자체는 작은 가지 끝에 수많은 포자낭을 만드는데, 포자낭이 생긴 작은 가지는 주걱 모양으로 변화한다. 이 포자낭은 감수 분열을 하여 사분 포자를 만들어 방출하며, 방출된 사분 포자는 바위 등에 붙어서 발아하여, 4개 중 2개는 수배우체로, 다른 2개는 암배우체로 자라게 된다. 즉, 우뭇가사리에는 암수의 배우체 세대, 암배우체에 기생하는 작은 과포자 세대 및 사분 포자체 세대의 3가지 세대가 있으며, 생활사는 이 3세대가 순환하면서 이루어지게 된다.

## 같이 보기
- 바위옷
- 알긴산